# Canard bridé
Espèce
Statut de conservation UICN

 LC  : Préoccupation mineure
Le Canard bridé, Souchet d'Australie ou encore Souchet australien (Spatula rhynchotis, anciennement Anas rhynchotis) est une espèce d'oiseaux de la famille des anatidés, et du genre spatula. En Australie, cet oiseau est protégé par le National Parks and Wildlife Act, 1972.

## Description
Le mâle a la tête gris-bleu avec un croissant blanc vertical à la racine du bec.
Sa taille est de 46 à 53 cm de longueur.

## Répartition
Cet oiseau vit au sud-est et au sud-ouest du continent australien ainsi qu'en Tasmanie et en Nouvelle-Zélande.
L'ornithologue américain Alan P. Peterson catégorisait précédemment cette espèce en deux sous-espèces :
- Anas rhynchotis rhynchotis, le canard bridé,
- Anas rhynchotis variegata, le canard bridé de Nouvelle-Zélande.

Cette distinction n'est cependant plus reconnue.

## Habitat
Le canard bridé affectionne les zones marécageuses à végétation dense.

## Galerie

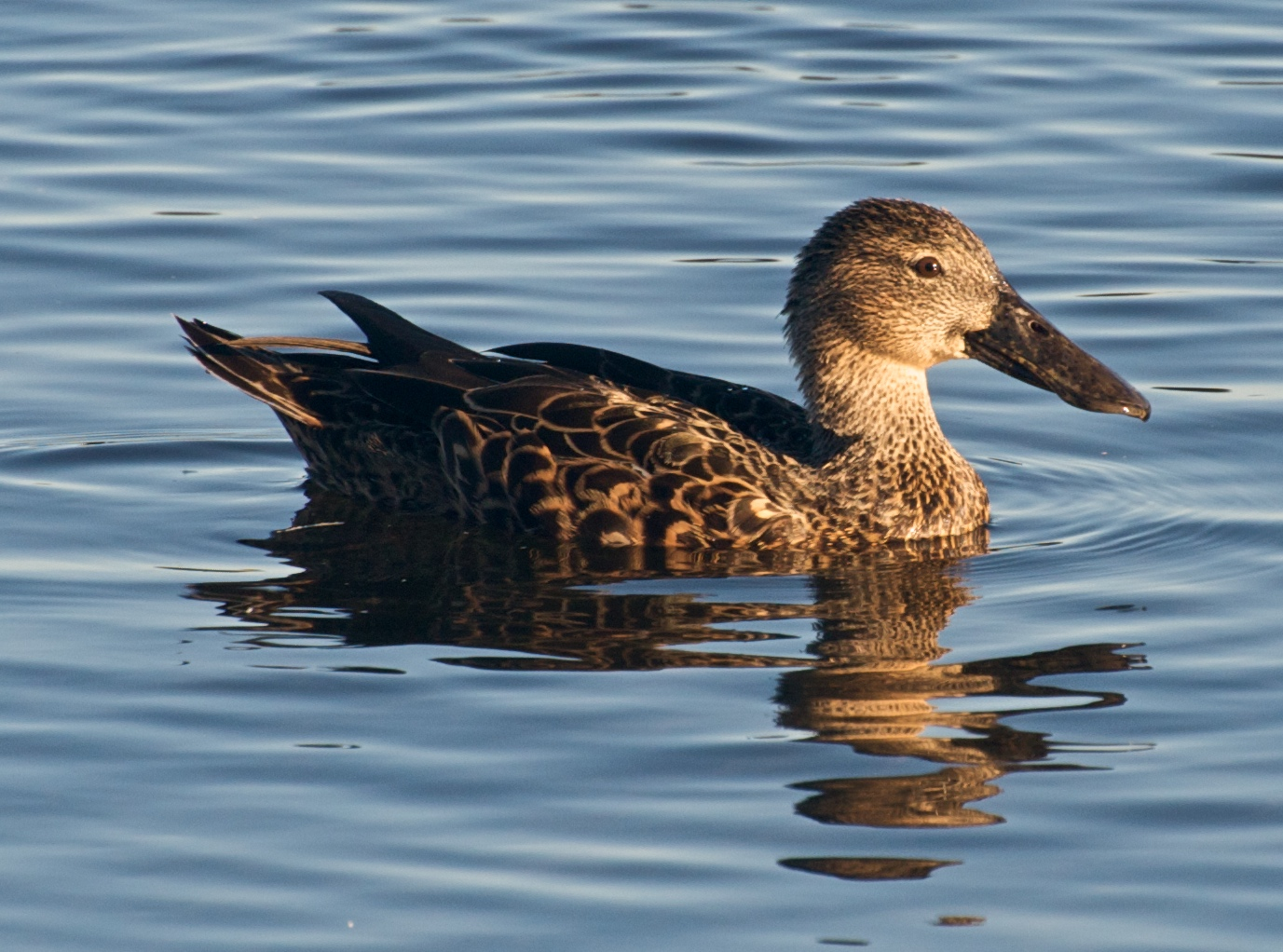
Femelle adulte au Lac  Monger
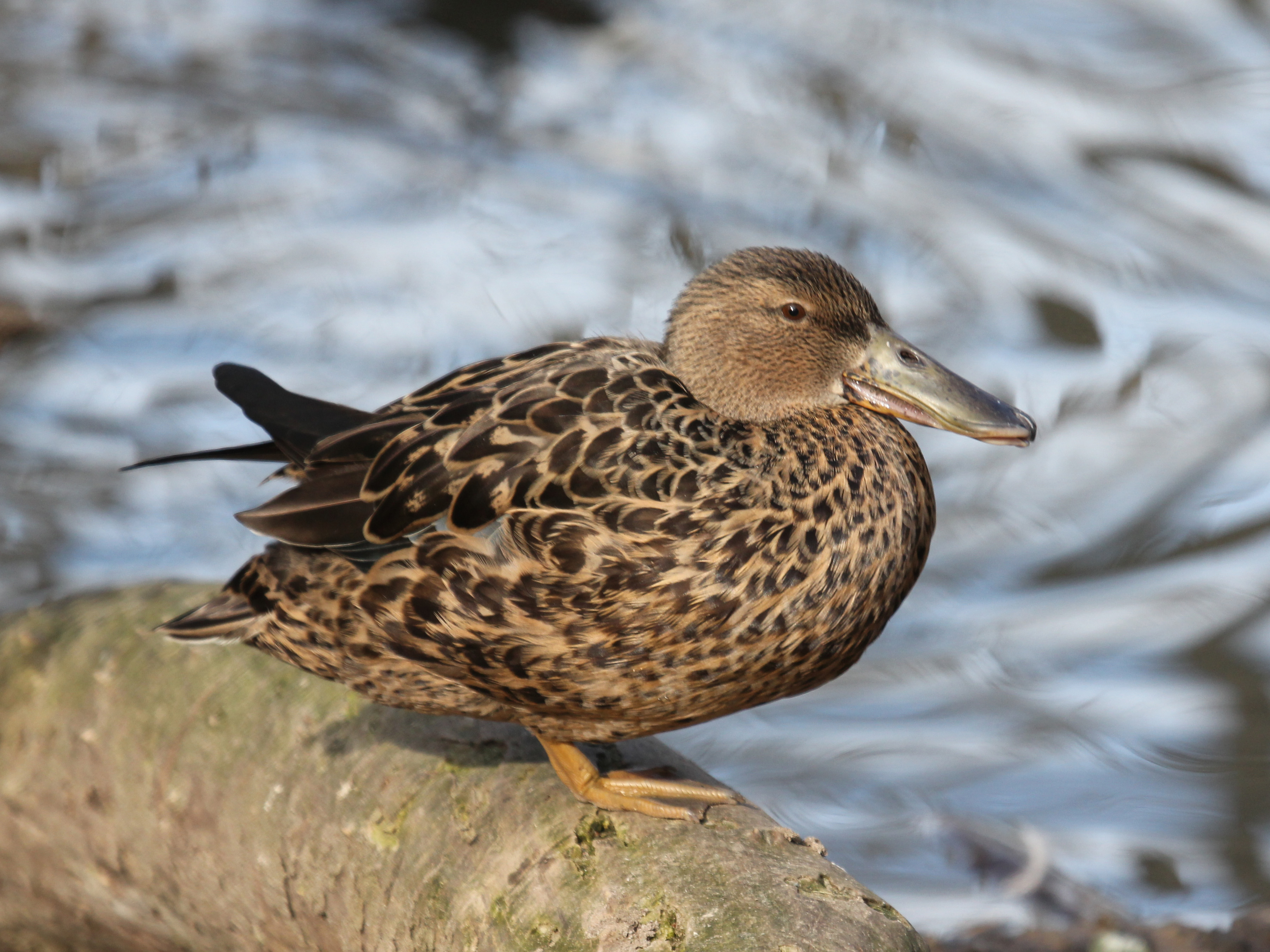
Femelle - Ecosse
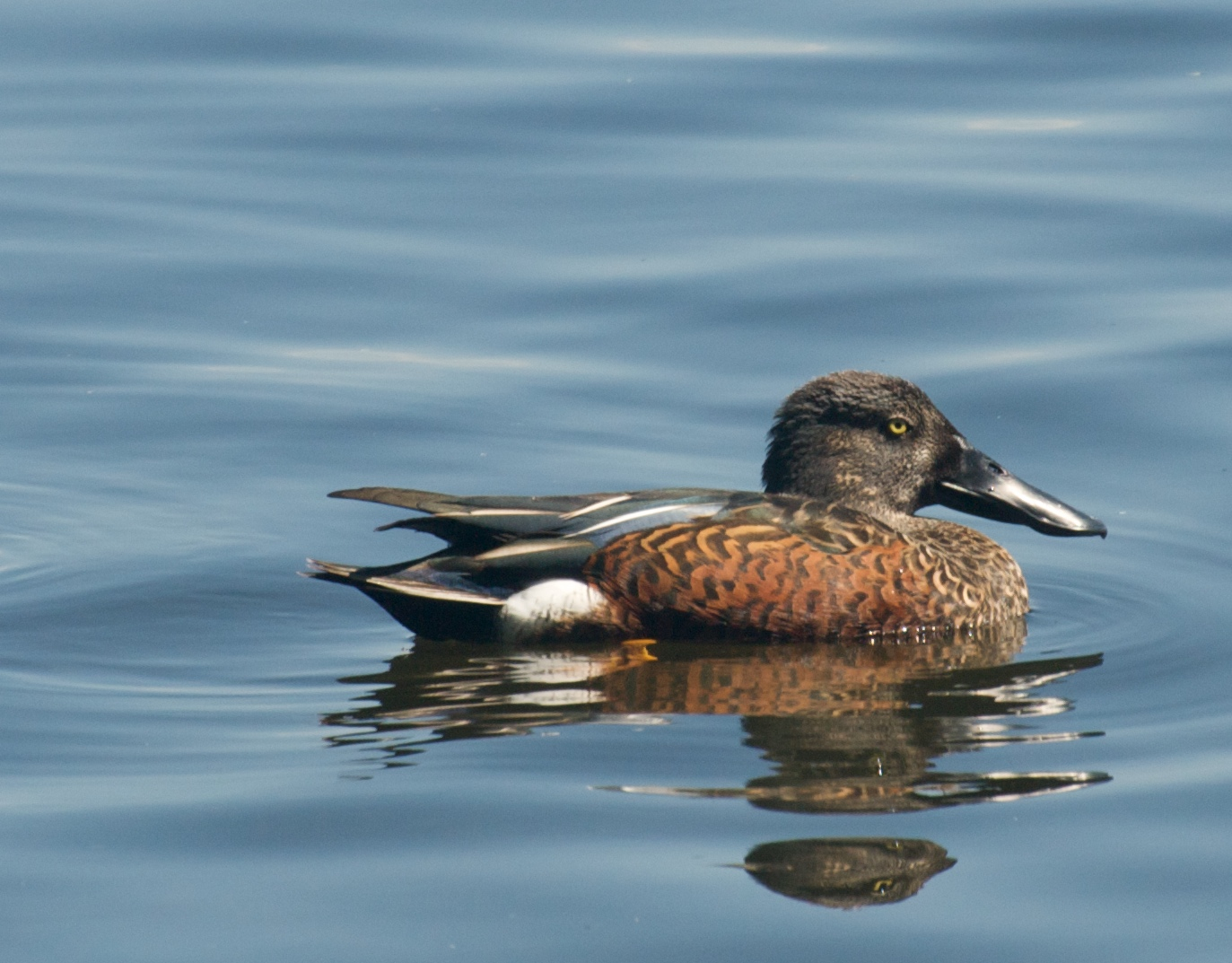
Mâle adulte au Lac Monger
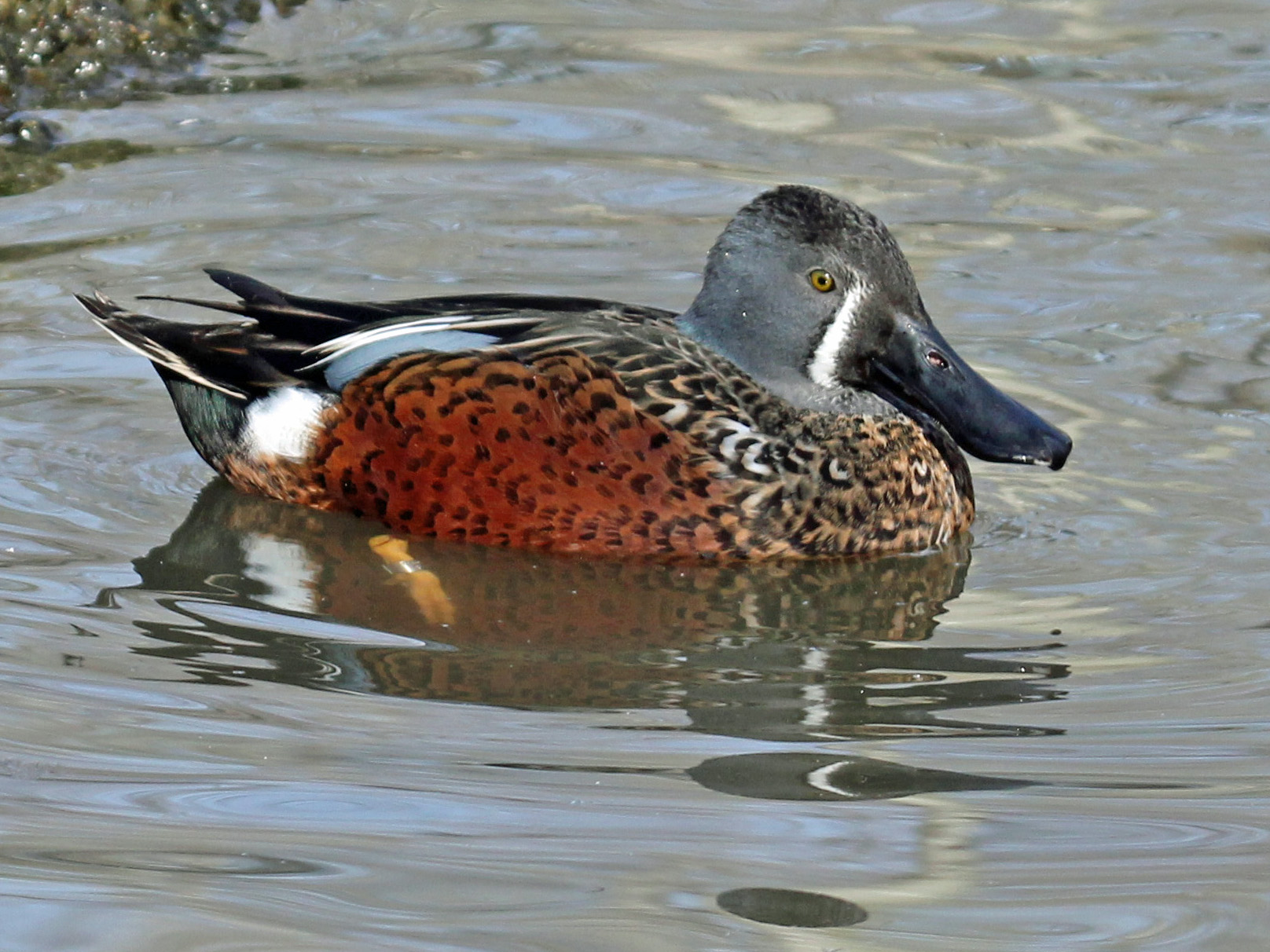
Mâle - Ecosse
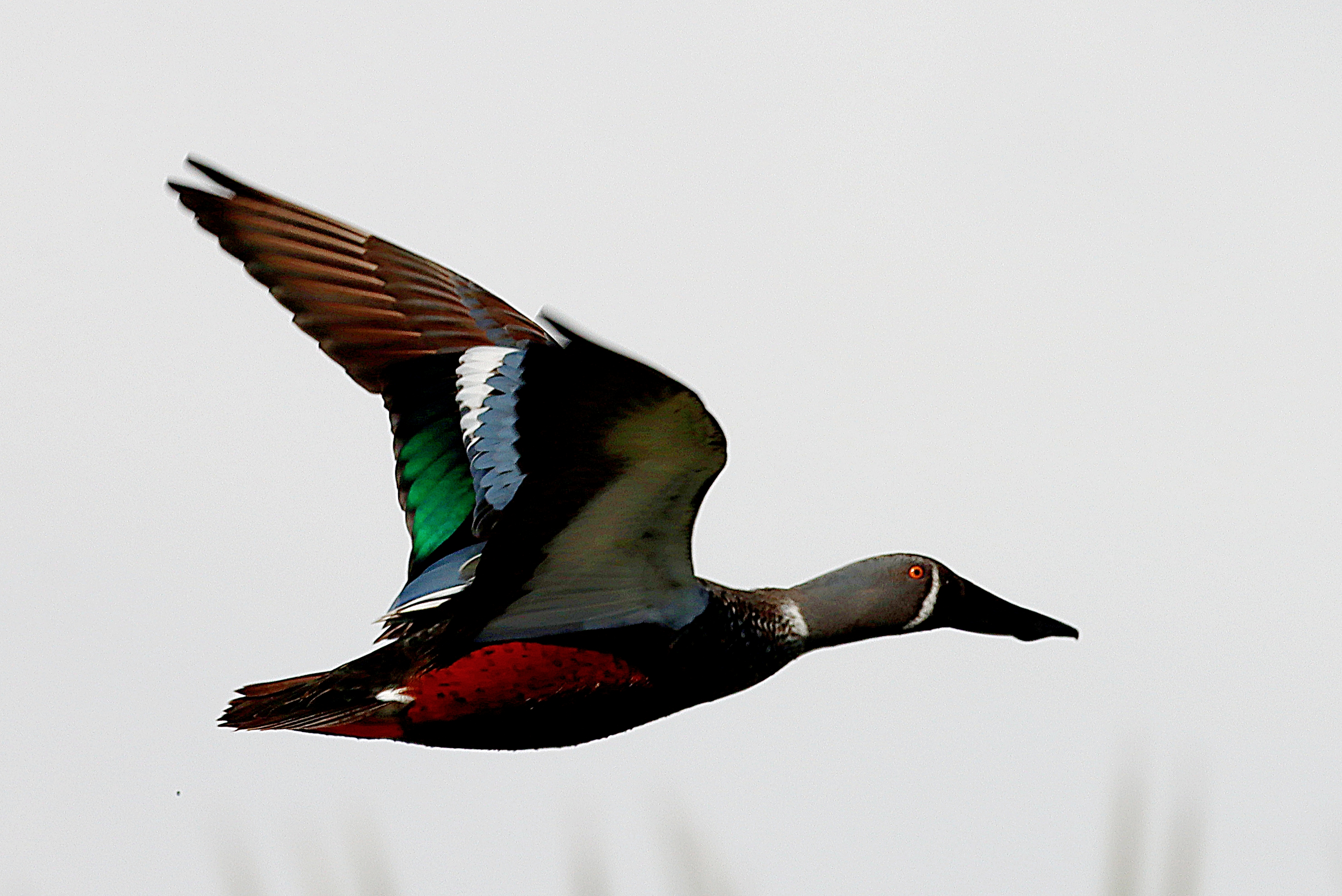
Mâle - Parc Reine Elizabeth, Nouvelle-Zélande
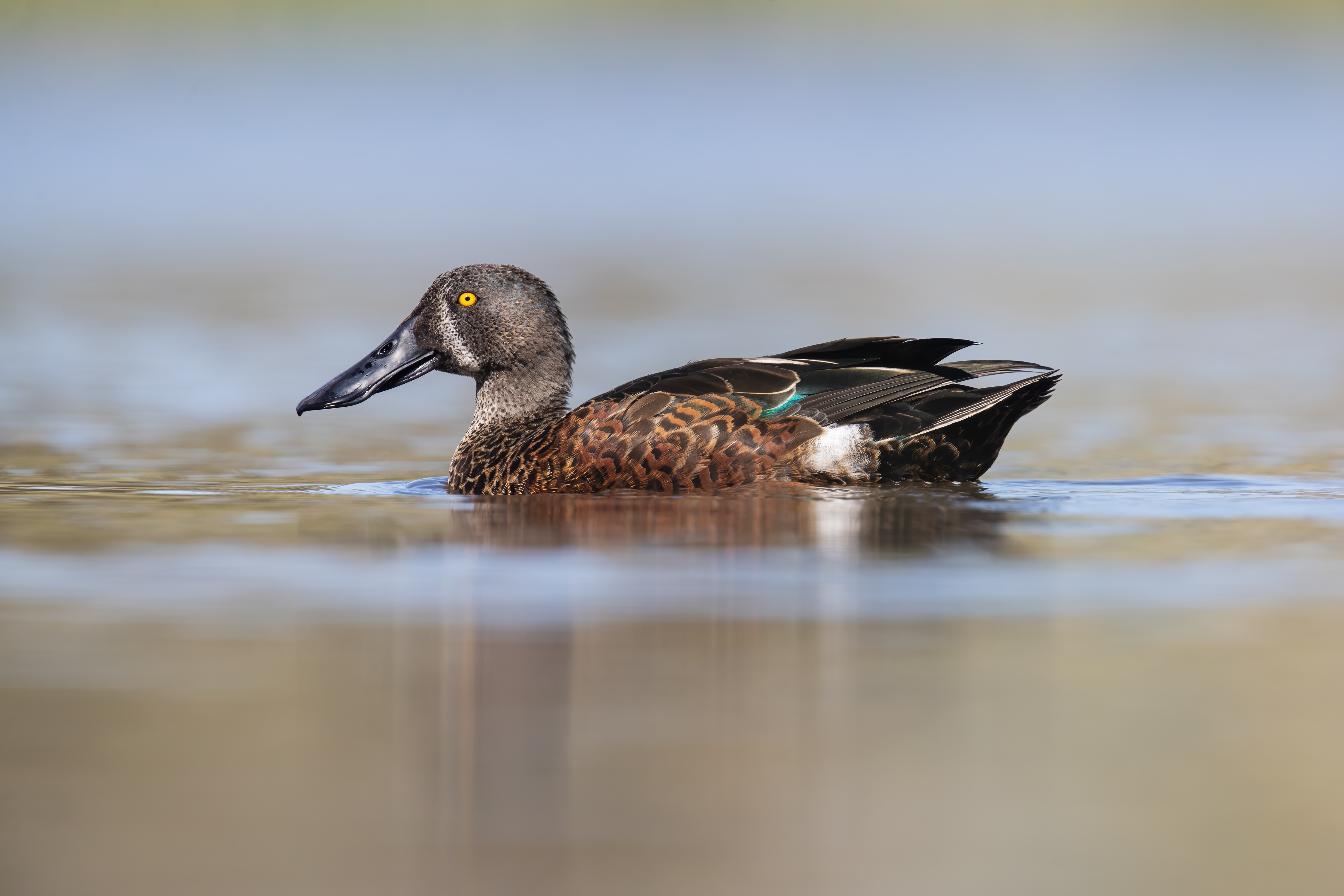
Un canard bridé mâle, en Tasmanie, Australie. Février 2021.